# Stanley Joseph
Stanley Joseph (né le 24 octobre 1991 à Orléans) est un athlète français, spécialiste du saut à la perche.

## Carrière
Détenteur d'un record personnel à 5,62 m en salle réalisé les 9 et 17 février 2013, Stanley Joseph porte ce record durant l'hiver 2016 à 5,63 m à Aubière puis 5,64 m à Jablonec Nad Nisou.
Pour sa première compétition estivale 2016 lors d'un stage à Chula Vista aux États-Unis, le Français améliore sa marque personnelle à 5,65 m. Puis, le 14 mai suivant, il se classe 4e lors de sa première participation à un meeting de Ligue de diamant au Shanghai Golden Grand Prix avec 5,70 m, barre synonyme de minimas pour les Championnats d'Europe d'Amsterdam et les Jeux olympiques de Rio. Il échoue ensuite à 5,78 m.
Le 20 mai, Joseph se classe 6e du Golden Spike Ostrava avec 5,55 m. Le 26 juin, il remporte la médaille de bronze des championnats de France avec un saut à 5,75 m, nouveau record personnel mais ne se classe que 13e des Championnats d'Europe d'Amsterdam avec 5,30 m, tandis que Renaud Lavillenie et Kévin Menaldo ne franchissent aucune barre.
Son coach est Philippe d'Encausse et il s'entraîne en compagnie de Renaud Lavillenie.
Stanley Joseph ouvre sa saison hivernale 2017 lors du meeting de Tignes le 6 janvier : il s'impose dans le concours avec une barre à 5,63 m, meilleure performance mondiale de l'année, et à seulement 1 cm de son record personnel en salle. Le 3 mars, il se classe 8e des Championnats d'Europe en salle de Belgrade avec 5,60 m.

## Vie privée
Stanley Joseph détient un master et est professeur d'EPS en 2014 et 2015.

## Palmarès

### International
| Date | Compétition                    | Lieu             | Résultat | Marque  |
| ---- | ------------------------------ | ---------------- | -------- | ------- |
| 2013 | Championnats d'Europe en salle | Göteborg         | 15e      | 5,50 m  |
| 2013 | Championnats d'Europe espoirs  | Tampere          | 6e       | 5,40 m  |
| 2016 | Championnats d'Europe          | Amsterdam        | 13e      | 5,30 m  |
| 2016 | Jeux olympiques                | Rio de Janeiro   | 16e      | 5,45 m  |
| 2016 | Ligue de diamant               | Ligue de diamant | 4e       | détails |
| 2017 | Championnats d'Europe en salle | Belgrade         | 8e       | 5,60 m  |
| 2017 | Jeux de la Francophonie        | Abidjan          | 2e       | 5,40 m  |
| 2017 | Ligue de diamant               | Ligue de diamant | 10e      | 5,33 m  |

### National
| Championnat | Place | Hauteur | Lieu              | Date            |
| ----------- | ----- | ------- | ----------------- | --------------- |
| CF 2012     | 9e    | 5,35 m  | Angers            | 17 juin 2012    |
| CF 2014     | 10e   | 5,20 m  | Reims             | 13 juillet 2014 |
| CF 2015     | 3e    | 5,55 m  | Villeneuve-d'Ascq | 12 juillet 2015 |
| CF 2016     | 3e    | 5,75 m  | Angers            | 26 juin 2016    |
| CF 2017     | 3e    | 5,50 m  | Marseille         | 16 juillet 2017 |

| Championnat | Place | Hauteur | Lieu     | Date            |
| ----------- | ----- | ------- | -------- | --------------- |
| CF 2013     | 2e    | 5,62 m  | Aubière  | 17 février 2013 |
| CF 2014     | 3e    | 5,45 m  | Bordeaux | 23 février 2014 |
| CF 2015     | 8e    | 5,35 m  | Aubière  | 22 février 2015 |
| CF 2016     | 2e    | 5,63 m  | Aubière  | 27 février 2016 |
| CF 2017     | 2e    | 5,50 m  | Bordeaux | 19 février 2017 |
| CF 2018     | 6e    | 5,50 m  | Liévin   | 18 février 2017 |

## Records
| Épreuve          | Épreuve   | Marque | Lieu             | Date            |
| ---------------- | --------- | ------ | ---------------- | --------------- |
| Saut à la perche | Plein air | 5,75 m | Angers           | 26 juin 2016    |
| Saut à la perche | En salle  | 5,66 m | Clermont-Ferrand | 24 février 2018 |